# Стэдтер, Филип
Филип «Фил» Стэдтер (англ. Philip A. (Austin) Stadter; 29 ноября 1936, Кливленд, Огайо — 11 февраля 2021, Питсборо, Северная Каролина) — американский антиковед, видный специалист по изучению греческой историографии и биографистики. Доктор философии (1962?3), именной профессор университета Северной Каролины в Чапел-Хилле, где преподавал более сорока лет, заведовал кафедрой (1976-86), с 2003 эмерит-профессор; директор Американской филологической ассоциации (1977-80). Почетный доктор (Милан, 2008).
Окончил Принстон (бакалавр A.B., 1958). Докторскую степень получил в Гарварде, занимался там у Герберта Блоха; перед тем там же получил степень магистра (1959). С 1962 по 2003 работал на кафедре антиковедения университета Северной Каролины, прошел путь до именного профессора (Eugene H. Falk Professor), заведовал ею (профессор с 1971, с 2003 эмерит). Его пригласил туда Albert Suskin. Являлся президентом Международного общества Плутарха (International Plutarch Society) в 1991-93, 1999—2001 годах и входил в его исполнительный совет с 1986 года. В 2005 году данное общество выпустило том в его честь — Historical and biographical values of Plutarch’s works: studies devoted to Professor Philip A. Stadter, edited by Aurelio Pérez Jiménez and Frances B. Titchener (Málaga and Logan, Utah 2005).
Редактор Американского филологического журнала в 1996—2000 годы (затем почетный редактор). Входил в редакционную коллегию журнала Histos (1996—2000).
Во время студенческой стипендии в Риме в 1960-61 повстречал там свою будущую супругу, они поженились в Италии в 1963-м. Трое детей.
Книги: Plutarch’s Historical Methods: An Analysis of the Mulierum Virtutes (1965); The Public Library of Renaissance Florence: Niccolo Niccoli, Cosimo de’ Medici and the Library of San Marco (1972); Arrian of Nicomedia (1980); A Commentary on Plutarch’s Pericles (1989); Plutarch and his Roman Readers (2015) {Рец.}. Редактор The Speeches in Thucydides: A Collection of Original Studies with a Bibliography (1973) и Plutarch and the Historical Tradition (1991). Соредактор Sage & Emperor: Plutarch, Greek Intellectuals, & Roman Power in the Time of Trajan (98-117 AD) (2002).